# Eucinetus strigipennis
Eucinetus strigipennis is een keversoort uit de familie buitelkevers (Eucinetidae). De wetenschappelijke naam van de soort werd in 1897 gepubliceerd door George Charles Champion.